# Собоциньский, Пётр
Пётр Собоциньский (пол. Piotr Sobociński, 3 февраля 1958, Лодзь — 26 марта 2001, Ванкувер) — польский кинооператор. Сын кинооператора Витольда Собоциньского.

## Биография
Окончил Национальную киношколу (1987). Снимал в Польше, ФРГ, Венгрии, работал с Кшиштофом Кесьлёвским, Ежи Вуйчиком, Мартой Месарош. С середины 1990-х годов снимал в США.
Скончался на съёмках от обширного инфаркта. Похоронен на кладбище Воинское Повонзки.

## Избранная фильмография

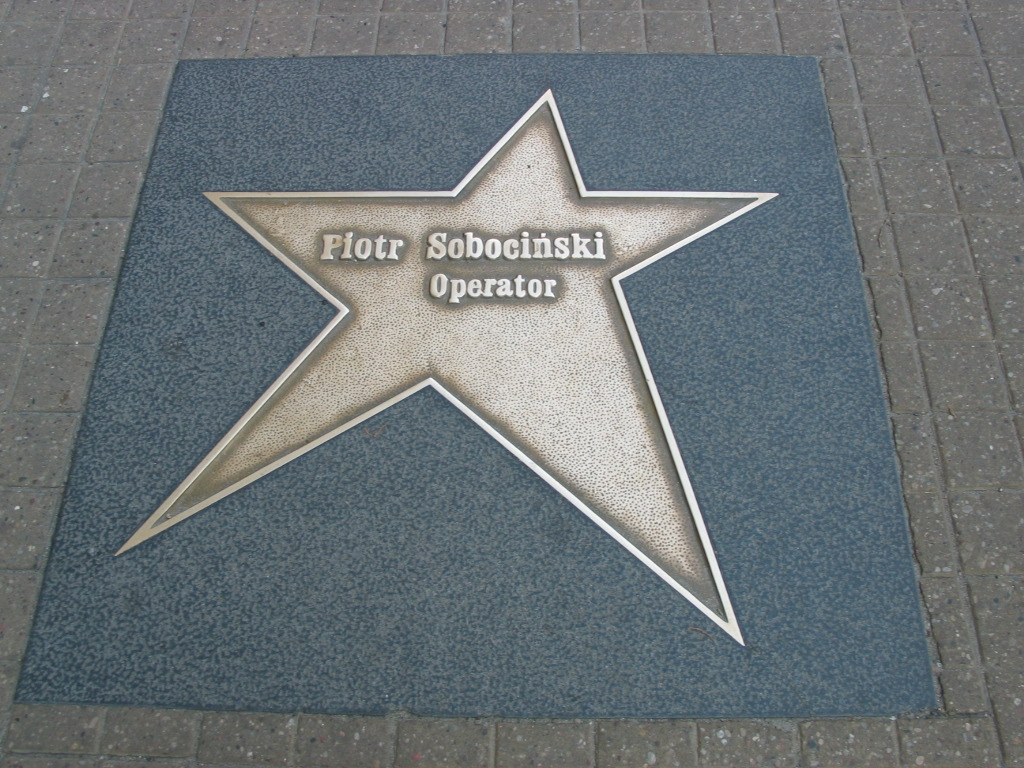
Звезда Петра Собоциньского в Аллее славы в Лодзи

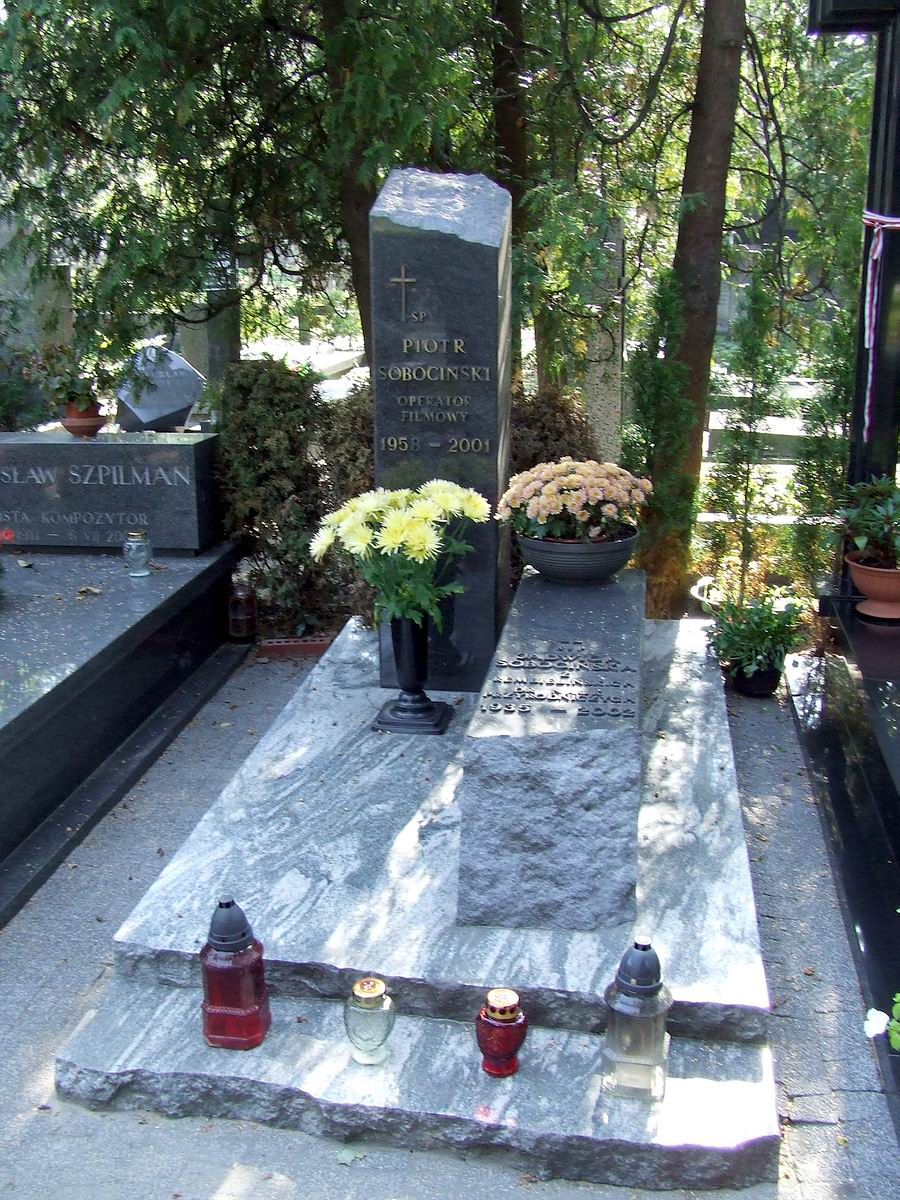
Могила Петра Собоциньского на кладбище Воинское Повонзки

- Miłość z listy przebojów (1985, Марек Новицкий)
- Magnat (1987, Филип Байон)
- Pension Sonnenschein (1989, Филип Байон)
- Lawa. Opowieść o 'Dziadach' Adama Mickiewicza (1989, Тадеуш Конвицкий)
- Декалог 3 (1990, Кшиштоф Кесьлёвский)
- Декалог 9 (1990, Кшиштоф Кесьлёвский)
- Bal na dworcu w Koluszkach (1990, Филип Байон)
- Три цвета: Красный/ Trois couleurs: Rouge (1994, Кшиштоф Кесьлёвский, номинация на «Оскар» за операторскую работу, Серебряная лягушка на кинофестивале в Лодзи)
- Седьмая комната (1995, Марта Месарош, Золотая лягушка на кинофестивале в Лодзи)
- Выкуп/ Ransom (1996, Рон Ховард)
- Комната Марвина/ Marvin’s Room (1996, Джерри Закс)
- Twilight (1998, Роберт Бентон)
- Глаза ангела/ Angel Eyes (2001, Луис Мандоки)
- Сердца в Атлантиде/ Hearts in Atlantis (2001, Скотт Хикс, Бронзовая лягушка на кинофестивале в Лодзи)
- 24 Часа/Trapped (2002, Луис Мандоки)